# Piz Caral
Piz Caral är en bergstopp i Schweiz.   Den ligger i regionen Bernina och kantonen Graubünden, i den östra delen av landet, 200 km öster om huvudstaden Bern. Toppen på Piz Caral är 3 421 meter över havet, eller 90 meter över den omgivande terrängen. Bredden vid basen är 0,27 km. Piz Caral ingår i Bernina.
Terrängen runt Piz Caral är huvudsakligen mycket bergig. Närmaste större samhälle är Poschiavo, 8,5 km sydost om Piz Caral. 
Trakten runt Piz Caral består i huvudsak av gräsmarker. Runt Piz Caral är det glesbefolkat, med 18 invånare per kvadratkilometer.